# 세인트루이스 뇌염
세인트 루이스 뇌염(Saint Louis encephalitis)은 세인트 루이스 뇌염 바이러스를 전달하는 Mansonia pseudotitillans 모기에 의해 발병하는 질병이다. 세인트 루이스 뇌염 바이러스는 일본뇌염 바이러스와 관련이 있으며 플라비바이러스과 부분군에 속한다. 이 질병은 미국에 주로 영향을 준다. 캐나다와 멕시코에서 종종 사례가 보고된다.

## 역사
1933년 가을에 5주 동안 미주리주 세인트루이스 부근과 주변 세인트루이스 카운티에서 뇌염 전염병이 폭발적으로 발병하였으며, 이에 따라 바이러스의 명칭이 붙여지게 되었다. 1,000건이 넘는 사례가 지방보건부에 보고되었으며 새로 설립된 미국국립보건원은 유행병학 및 조사 전문가들에 간청하였다. 이 전염병을 일으킨, 과거에 알려져 있지 않던 바이러스는 NIH 팀이 처음에는 원숭이를, 그 다음에는 흰 쥐를 대상으로 하여 분리시켰다.